# Majkovac
Majkovac (cyr. Мајковац) – wieś w Serbii, w okręgu jablanickim, w gminie Bojnik. W 2011 roku liczyła 9 mieszkańców.